# Harry Ivrell
Fritz Harry Ivrell, född den 27 januari 1900 i Stockholm, död den 20 juni 1977 i Järfälla församling, Stockholms län, var en svensk jurist. 
Ivrell avlade studentexamen i Visby 1919 och juris kandidatexamen vid Uppsala universitet 1925. Han blev extra ordinarie notarie i Svea hovrätt 1925, genomförde tingstjänstgöring i Västra Hälsinglands domsaga 1926–1929, tjänstgjorde i Svea hovrätt och i Stockholms rådhusrätt 1930, var fiskal i hovrätten 1931–1933 och tingssekreterare i Södra Roslags domsaga 1933–1934. Ivrell blev adjungerad ledamot i Svea hovrätt 1935, assessor 1937, var tillförordnad domhavande under vakans i Stockholms läns västra domsaga 1939–1940, blev hovrättsråd 1943 och revisionssekreterare 1943 (tillförordnad 1941). Han var häradshövding i Norra och Södra Vedbo domsaga 1949–1966. Ivrell blev riddare av Nordstjärneorden 1946 och kommendör av samma orden 1961.